# Adriano Rossato
Adriano Rossato , de son nom complet Adriano Fabiano Rossato est un footballeur brésilien né le 27 août 1977 à Vila Velha.